# ひかりなでしこ
『ひかりなでしこ』は、島みやえい子の2枚目のオリジナルアルバム。2008年4月2日に ジェネオンエンタテインメントから発売された。
前作から約2年ぶりのフル・アルバム。前作同様、通常盤（GNCV-1004）と初回限定盤（GNCV-1003）の2種類を発売。（初回限定盤の内容は後述）今作から品が「GNCA」から「GNCV」に変更。“ひかりなでしこ”とは線香花火の種類の一種。今では入手困難となってしまった楽曲も一部収録されている。

## 収録曲
1. Introduction [0:43]
作曲・編曲：中沢伴行
2. ひかりなでしこ [6:20]
作詞・作曲：島みやえい子、編曲：西岡俊明・京田誠一
3. all alone [6:02]
作詞：島みやえい子、作曲・編曲：高瀬一矢
4. ATLANTE [4:34]
作詞・作曲：島みやえい子、編曲：中沢伴行
5. 観覧車 [5:02]
作詞・作曲：島みやえい子、編曲：SORMA No.1
6. scheherazade [4:58]
作詞・作曲：島みやえい子、編曲：SORMA No.1
7. 奈落の花 [5:00]
作詞：島みやえい子、作曲：中沢伴行、編曲：中沢伴行・尾崎武士
8. 青い果実 [6:15]
作詞・作曲：島みやえい子、編曲：西岡俊明
9. FLOW [4:40]
作詞・作曲：島みやえい子、編曲：SORMA No.1
10. あすなろの木 [5:51]
作詞・作曲：島みやえい子、編曲：京田誠一
11. 十四の月 [6:14]
作詞・作曲：島みやえい子、編曲：高瀬一矢
12. ハルミチル [3:49]
作詞・作曲：島みやえい子、編曲：井内舞子、Translates in to French：岩澤康裕
13. 愛のうた [4:54]
作詞・作曲：島みやえい子、編曲：C.G mix

## 初回限定盤特典
- アルバムの表題曲「ひかりなでしこ」のプロモーションビデオを収録したDVD。プロモーションビデオには島みやえい子本人のほかに、女優の原真依と俳優の千田翔平が出演している。
- フルカラー絵本
- スリーブ仕様

## 絵本
- I'veアーティストの発売するCDには通常盤・初回限定盤の2種類を発売し初回限定盤には特典DVDを封入することが定番になってきているが、その他にもう一つ特典を付けることが増えてきている。（例としてKOTOKOは「直筆ブックレット」川田まみは「ミニ写真集」など）
- 今回、島みやえい子は特典DVDの他に絵本を封入した。文章は島みやえい子自身が担当し、絵は三城きよが担当。絵本タイトルは「ひかりなでしこ」。